# Nigerská vlajka

Nigerská vlajka
Poměr stran: 6:7 (sporný)

Vlajka Nigeru byla přijata v roce 1959 (pravděpodobně 23. listopadu). Tvoří ji tři vodorovné pruhy v barvách oranžové, bílé a zelené. Uprostřed prostředního pruhu je oranžový kruh.
Vlajka má netradiční poměr stran 6:7 (v historických pramenech nebylo dohledáno, zdali má tento poměr nějaký význam). Vlajka je však zobrazována nigerskou vládou v tiskových výstupech nekonzistentně i v jiných poměrech.
Oranžový pruh symbolizuje poušť, bílý mír a čistotu a zelený naději a též úrodná území v povodí reky Niger. Oranžový kruh představující slunce.

Rozměry Nigerské vlajky
Nigerská vlajka v poměru 2:3
Nigerská vlajka v poměru 3:5
Nigerská vlajka v poměru 1:2